# Il magnifico gladiatore
Il magnifico gladiatore è un film peplum del 1964 di Alfonso Brescia.

## Trama
Il figlio del re dei Daci Ercole viene fatto prigioniero dai romani. L'imperatore Gallieno, in rispetto del suo valore gli risparmia la vita e lo nomina istruttore e tutore dei gladiatori. La bella Velida, figlia di Gallieno, si innamora di lui e fa ingelosire Zuddo, capo delle guardie pretoriane, che è costretto a partire per la Dacia in cui si battaglia. Zuddo ritorna a Roma prima del previsto, portando con sé un uomo di nome Astolfo, molto somigliante all'imperatore. Zuddo riesce a scambiare l'imperatore con il sosia e a far ricadere la colpa su Ercole. In soccorso di Ercole giunge il pastore Drusio, che riesce a liberare l'eroe dalla prigione e gli chiede di guidare una rivolta contro Zuddo, che nel frattempo ha costretto Velida al matrimonio. Alla fine Ercole ha la meglio e riesce a riportare Gallieno sul trono, per ringraziarlo l'imperatore gli rende la libertà e la mano della figlia.